# Félix Desportes
Pour les articles homonymes, voir Desportes.
Nicolas-Félix Desportes, né le 5 août 1763 à Rouen et mort le 26 août 1849 à Paris, est un homme politique, diplomate et préfet français.
Premier maire de la commune de Montmartre, il assura des missions diplomatiques pour les différents régimes issus de la Révolution française et joua un rôle décisif lors de la « réunion » de Genève à la France. Sous le Consulat puis l'Empire, il fut nommé préfet du Haut-Rhin et reçut le titre de baron. Élu membre de la Chambre des représentants pendant les Cent-Jours, où il siégea parmi les libéraux, il dut s'exiler après la Seconde Restauration. De retour en France, il renonça à la carrière politique après 1830 mais devint un fidèle partisan de Louis-Napoléon Bonaparte.

## Biographie

### Maire de Montmartre (1790 - 1792)

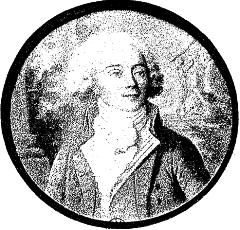
Félix Desportes (photographie ancienne d'une miniature de la fin du XVIIIe siècle).

Fils du négociant rouennais Jacques-Félix Desportes et de Marie Madeleine Barbe Lamirault, petit-neveu de Philippe Desportes, Nicolas-Félix Desportes fait ses premières études à l'école militaire de Gonesse et termine ses études de droit à Paris, au collège de Lisieux, avant d'entrer comme stagiaire au service d'un notaire parisien. Le 5 mai 1788, en l'église Saint-Gervais, il épouse une riche héritière, Victoire Berryer (1772-1857), « qui passe pour la plus grande beauté de Paris », et qui lui donnera plusieurs enfants, dont deux filles, Lucile et Flore Pierrette de Montmartre (née le 3 mai 1791, future baronne de Boucheporn), et deux garçons, Louis-Benjamin-Félix (né en octobre 1792) et Victor (né le 19 juin 1794).
Desportes s'installe à Montmartre (village indépendant de Paris jusqu'en 1860) juste après son mariage. Il est donc proche de l'épicentre des événements lorsque la Révolution française, à laquelle ce fils de bourgeois est favorable, éclate. Ayant réussi à éviter que la concentration de plusieurs milliers de miséreux parisiens dans les ateliers de charité de Montmartre soit une cause de désordre, il est élu maire de Montmartre le 22 mai 1790. La mairie est installée à côté de son domicile, au premier étage de l'ancien presbytère, situé au no 3 de la place du Tertre. La commune nouvellement créée compte alors moins de 400 habitants car elle ne comprend que la partie extra-muros de l'ancienne paroisse de Montmartre, c'est-à-dire le Haut-Montmartre situé à l'extérieur du mur des Fermiers généraux. Le Bas-Montmartre, intra-muros, est quant à lui rattaché à Paris à partir de juin 1790.
 
Assumant son mandat municipal pendant deux ans, Félix Desportes parvient à assurer l'ordre public malgré les vives tensions sociales propres à la période révolutionnaire. Prodigue de déclarations révolutionnaires (il jure de « vivre libre ou de mourir pour la Liberté ») et d'actes symboliques (il fait de sa commune la marraine de sa fille Flore Pierrette « de Montmartre »), il est cependant critiqué par les révolutionnaires les plus radicaux pour ses bonnes relations avec l'abbesse de Montmartre, Marie-Louise de Montmorency-Laval, ou encore pour la particule et le titre à consonance aristocratique qu'il apporte à son patronyme en se faisant appeler « Desportes de Blinval ». Cette allure aristocratique ainsi que son train de vie fastueux lui valent des inimitiés qui lui seront préjudiciables sous la Terreur.
Après la fusillade du Champ-de-Mars, il prend la défense, avec Collot d'Herbois, des pétitionnaires qui ont été arrêtés. Il est alors membre du Club des Jacobins, dont il ne sera radié qu'en mai 1793, après l'éviction des Girondins.

### Diplomate (1791 - 1801)
Remarqué pour ses qualités d'administrateur, Desportes met à profit le réseau de connaissances qu'il s'est tissé aux Jacobins en se voyant confier des missions diplomatiques en Suisse et en Allemagne.

#### Ministre plénipotentiaire en Allemagne (1792 - 1793) puis victime de la Terreur (1794)
Après une première mission à Berne, où il a été envoyé par De Lessart (fin 1791), il est envoyé par Dumouriez comme secrétaire de légation auprès du duc de Palatinat-Deux-Ponts (1792). Officiellement chargé de régler l'indemnisation des princes possessionnés, il exposera plus tard qu'en réalité il devait négocier secrètement le retour d'émigration du comte de Provence, du comte d'Artois et de leurs partisans, mais cette affirmation est sujette à caution. Malgré la journée du 10 août 1792 et la proclamation de la République française, il poursuit avec entrain sa mission après la victoire de Valmy (septembre) et l'entrée des troupes françaises sur le territoire allemand (octobre 1792). Il déclare, en novembre 1792, qu'il souhaite vivement la continuation de la guerre, la négociation par Lebrun d'une paix séparée avec les Prussiens, la défaite des Autrichiens, et qu'« avec du courage, de la persévérance et de l'union, nous conquerrons tout l'univers à liberté ». Le projet d'isolement de l'Autriche par la négociation d'une paix séparée avec la Prusse fait de Desportes un précurseur de la diplomatie de l'an III et du traité de Bâle de 1795.
À la suite du coup d'État jacobin de juin 1793, Desportes est suspecté en raison de sa radiation des Jacobins, de ses liens avec certains hommes politiques (Dumouriez, Lebrun, Danton) et de ses missions à l'étranger. Des rumeurs prétendent qu'il aurait ôté la cocarde tricolore de son chapeau, tandis que le conventionnel Philippe Rühl l'accuse d'avoir soutenu la répression d'un mouvement révolutionnaire (révolte du bailliage de Bergzabern) lors de sa mission à Deux-Ponts.

De passage à Metz, sur le chemin d'une mission qui devait l'amener à Stuttgart, Desportes est contraint de rentrer à Paris. Cherchant à obtenir un certificat de civisme (16 février 1794) auprès du comité révolutionnaire de Montmartre, auquel appartient son frère Benjamin (1766-1840), il est finalement arrêté en avril 1794 puis incarcéré pendant plusieurs mois, à la prison des Petits-Pères puis à celle du Plessis.

Ayant échappé à la guillotine grâce à l'intercession d'un geôlier qu'il avait autrefois aidé, il est libéré après Thermidor avant d'être à nouveau employé comme diplomate par le Directoire.

#### L'artisan de la «réunion» de Genève à la France (1794 - 1798)

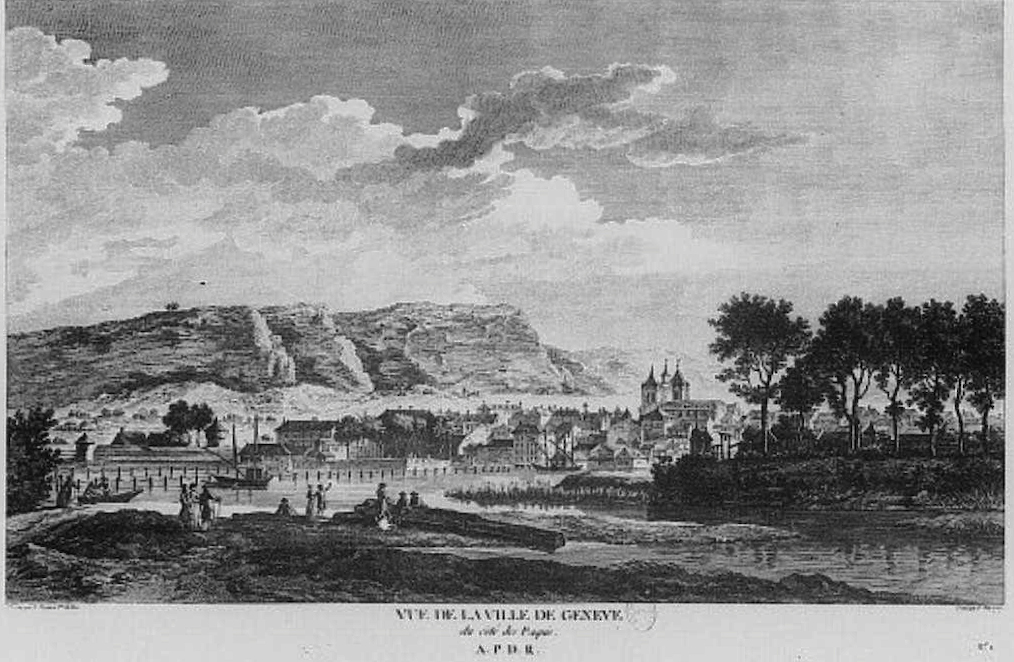
Genève à la fin du XVIIIe siècle.

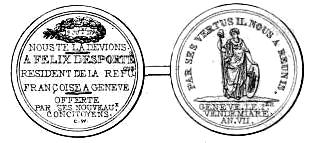
Médaille commémorative offerte par les citoyens de la ville de Genève à Desportes à l'occasion du départ de ce dernier (3 octobre 1798).

Ayant pour mission officielle de renouer des relations avec la Bavière, la Sardaigne et d'autres puissances européennes en vue d'une ligue anti-autrichienne, Desportes est envoyé comme résident de France à Genève (de novembre 1794 à octobre 1795, puis de février 1796 à avril 1798). Il y rencontre ainsi les émissaires sardes, proposant au Directoire un projet d'alliance conditionné par la cession de la Savoie et de Nice à la France, et la cession au Piémont de la Lombardie et du Milanais, provinces qui seraient conquises par les deux puissances alliées contre l'Autriche (1795). Outre la négociation de ce projet (qui n'aura pas de suite, mais préfigure assez étroitement l'accord de Plombières conclu 63 ans plus tard), Desportes a également été envoyé à Genève pour y surveiller des personnalités telles que les frères Lameth (1795) ou Germaine de Staël (1796) et, surtout, pour jouer un rôle décisif dans la « réunion » de ce territoire à la République française.
Le Directoire compte en effet sur Desportes pour obtenir une demande de rattachement à la France de la part des autorités genevoises, ou, à défaut, un prétexte légitimant une annexion.
 
Exploitant habilement les tensions révolutionnaires qui parcourent la cité de Calvin depuis une quinzaine d'années, il joue au conciliateur (comme le 26 mai 1795, lors d'une émeute opposant « jacobins » et réactionnaires genevois) tout en soutenant secrètement des désordres révolutionnaires qu'il pourrait utiliser pour justifier une ingérence française. De moins en moins patient à partir de 1797, Desportes tente d'obtenir la réunion en maniant aussi bien les promesses et les amabilités que les menaces, les moyens de pression (instauration d'un quasi-blocus sur la frontière de l'Arve, incursions des troupes françaises sur le territoire genevois, fermeture du club extrémiste de la Grille, demande d'arrestation de Carnot réfugié à Genève) et les subterfuges. Ainsi, pour accréditer l'existence de conspirations et créer un incident diplomatique qui culpabiliserait les Genevois, il aurait secrètement jeté de l'encre sur le drapeau français signalant sa résidence du Grand-Mézel (nuit du 27 au 28 mars 1798) avant de tirer parti de cet acte de vandalisme anonyme en le dénonçant comme un affront envers la République française. Grâce au travail de sape exercé par ces différents procédés, la « réunion », présentée a posteriori comme un acte spontané, est finalement obtenue le 15 avril 1798, après l'irruption en ville des troupes du général Girard. Ce dernier a été envoyé par le général Brune, à la demande du résident.

Nommé Commissaire de la République, Desportes organise ensuite le nouveau département du Léman né de cette annexion.

#### Secrétaire et conseiller de Lucien Bonaparte (1800 - 1801)

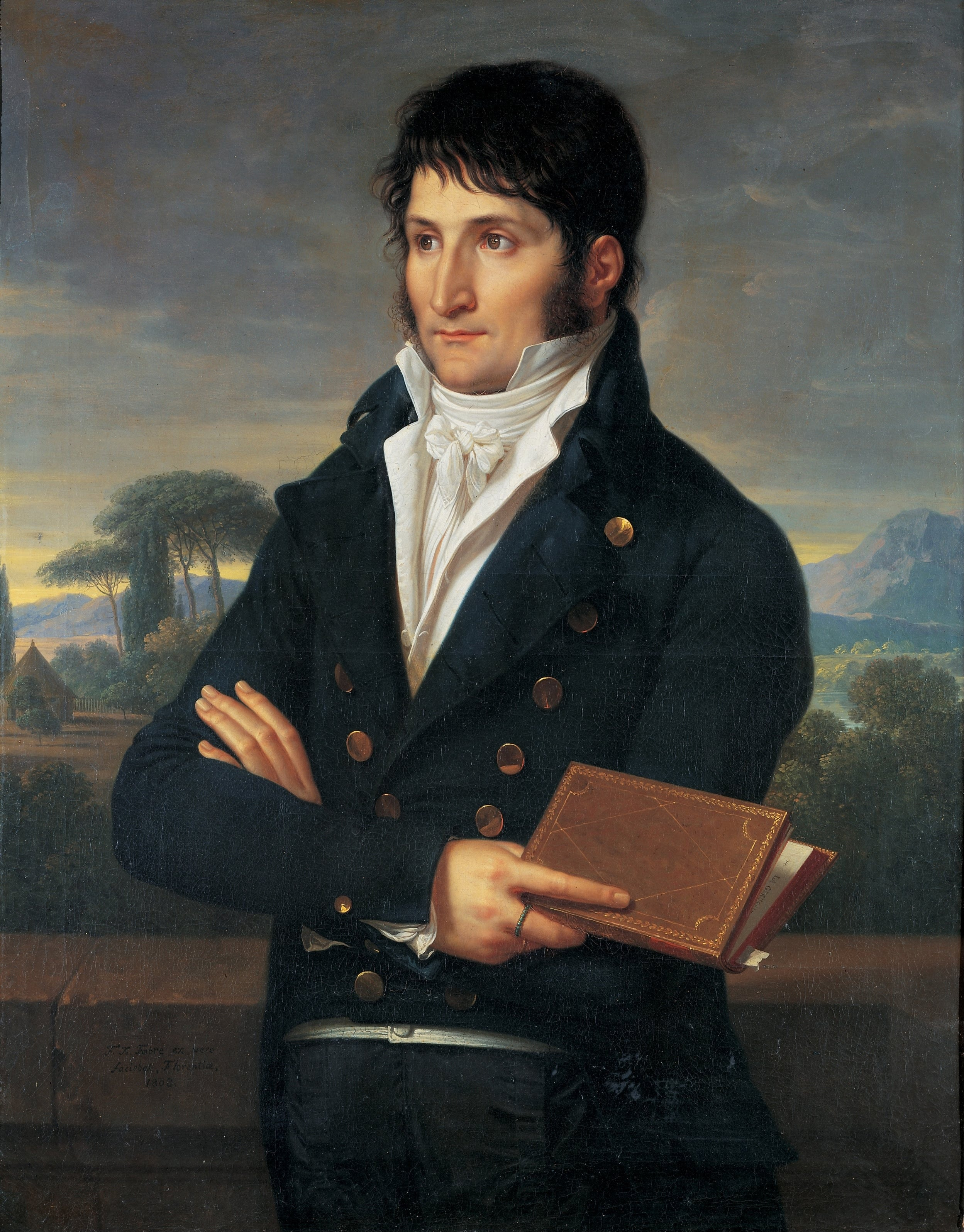
Lucien Bonaparte, ministre de l'Intérieur (1799-1800) puis ambassadeur de France en Espagne (1800-1801).

Après le Coup d'État du 18 brumaire, il mène une mission de renseignement au service du Premier consul Napoléon Bonaparte (qu'il avait accueilli, avec Marmont, à Genève, le 21 novembre 1797), parcourant la France pour repérer les hommes susceptibles de servir l'administration du Consulat.
Il est ensuite nommé, le 22 mars 1800, secrétaire général du ministre de l'Intérieur, Lucien Bonaparte, dont il devient le conseiller et l'ami. Ce poste influent (précédemment occupé par Beugnot) lui permet d'intervenir dans les nominations d'administrateurs, préfets et sous-préfets.

Lucien ayant été nommé ambassadeur de France en Espagne, Desportes le rejoint à Madrid, en tant que secrétaire et attaché d'ambassade (1800-1801). Les deux hommes participent notamment aux pourparlers du traité de Badajoz avec le Portugal. À cette occasion, Félix Desportes est remarqué par Manuel Godoy, qui loue la conduite du secrétaire et de l'ambassadeur, qu'il juge favorable aux intérêts espagnols.
Sur le chemin du retour en France pour y rejoindre Lucien, Desportes rencontre à Bayonne le général Paul Thiébault, qui lui propose de partager sa calèche jusqu'à Paris. Thiébault écrira dans ses Mémoires que son compagnon de route était « un homme charmant, dont la conversation était aussi agréable qu'instructive, et qui me conta une foule d'anecdotes sur tout ce qui tenait à l'Espagne, à la cour de Charles IV et à des événements dans lesquels il avait joué un rôle important ».

### Préfet du Haut-Rhin (1802 - 1813)
Le 2 mars 1800, Desportes avait refusé la préfecture des Hautes-Alpes, pour pouvoir rester dans le cercle rapproché de Lucien Bonaparte. Deux ans plus tard, Napoléon décide de priver son frère rival de son conseiller en confiant une autre préfecture à ce dernier.

Nommé par conséquent préfet du Haut-Rhin le 9 juillet 1802, Desportes contribue au redressement d'un département bouleversé par la période révolutionnaire. Il réorganise l'agriculture, en réservant les contreforts des Vosges à la viticulture, en favorisant la culture des arbres fruitiers et de la betterave, en organisant des comices agricoles dans chaque arrondissement. Il fait construire des digues contre les inondations, démolir les anciennes fortifications des villes et les portes de ces dernières (ce qui lui vaut le surnom de « destructeur Desportes »), assainir et paver les rues de Colmar. Il contribue à des progrès sanitaires, en encourageant l'inoculation de la vaccine pour lutter contre la variole (1803), et en ouvrant une école de sages-femmes à Colmar avec l'aide du banquier Michel Paira (1807). Attaché au département qu'il administre, il y acquiert plusieurs propriétés, à Colmar, à Pulversheim et à Wettolsheim.

Chevalier de la Légion d'honneur dès 1804, il est nommé baron de l'Empire par lettres patentes du 28 janvier 1809. En 1804, le collège électoral du département le nomme candidat au Sénat conservateur puis, l'année suivante, candidat au Corps législatif.
Accusé, sans preuve, d'avoir accepté des pots-de-vin, d'avoir dilapidé des sommes destinées à l'achat de chaloupes canonnières, ou encore d'avoir été en relation avec le général Moreau (ancien rival de Napoléon, exilé en 1804 puis passé neuf ans plus tard à l'ennemi, au service de la Sixième Coalition), le baron Desportes est destitué le 12 mars 1813. Cette disgrâce pourrait également avoir été causée par des malversations commises par certains de ses chefs de bureau.

### Membre de la Chambre des représentants (1815)
Rentré à Paris après sa révocation, le baron Desportes sert dans la garde nationale, en tant qu'aide de camp d'un général de cette milice, et passe rapidement du grade de capitaine à celui de lieutenant-colonel. Après avoir pris part à la défense de la capitale en mars 1814, il se rallie brièvement aux Bourbons mais, après l'annonce du débarquement de Napoléon, il prend à nouveau le parti de l'empereur. Il est d'ailleurs envoyé au devant de ce dernier pour préparer son entrée dans la capitale (20 mars 1815). En avril, Caulaincourt l'envoie à Bâle pour essayer d'obtenir la neutralité des cantons suisses avant l'affrontement avec l'Europe coalisée. Mais la Suisse prend le parti des Bourbon et des coalisés. Quelques semaines plus tard, Desportes retrouve Lucien Bonaparte à Paris, où le prince de Canino vient de s'installer au Palais-royal. Laure Junot d'Abrantès écrira au sujet du baron : « Bon, spirituel, fidèle ami, M. Félix Desportes est toujours l'homme dont on sera fier d'être aimé et estimé ».
Élu représentant du Haut-Rhin à la Chambre des Cent-Jours le 13 mai 1815, il siège parmi les libéraux. Lors de la séance du 12 juin, il prend la parole pour rappeler l'importance du droit de pétition relativement à la liberté individuelle et pour demander que la plainte d'un certain M. Wagener, un ancien parlementaire alsacien arrêté arbitrairement sur ordre du gouvernement, soit entendue par l'empereur.

La défaite de Waterloo, qui condamne l'Empire, place Desportes et la plupart de ses collègues dans l'inquiétude : ils craignent en effet que l'empereur, de retour à Paris, puisse les remplacer par une dictature de Salut public. Fouché, qui œuvre à la chute de Napoléon et négocie secrètement avec l'ennemi, se garde bien de calmer l'inquiétude des parlementaires libéraux, qui réclament la responsabilité ministérielle et dénoncent les intentions prêtées à Napoléon. Le 21 juin, Desportes demande et obtient qu'une commission administrative de cinq membres soit chargée d'organiser la sécurité des parlementaires. La résistance de la Chambre pousse finalement l'empereur à abdiquer au profit de son fils.

Le 28 juin, à la Chambre des représentants, Desportes lit un projet de loi tendant à assurer la liberté individuelle et interdisant notamment qu'une personne puisse être détenue sans que le tribunal du ressort n'en ait été dûment informé. Ce projet est cependant ajourné par l'assemblée. La veille, il s'était inquiété d'une proposition de Manuel visant à établir une « commission extraordinaire » que Desportes avait comparée à un comité de salut public, puis il avait engagé ses collègues « à périr dans l'enceinte consacrée à leurs délibérations, plutôt que de permettre qu'il fût porté atteinte à la Constitution et à la liberté de la patrie. » Le 3 juillet, comprenant que la légitimité de Napoléon II ne sera pas reconnue et que des traîtres préparent la restauration des Bourbon, il tente d'alerter ses collègues : « Je demande la parole ; des bruits inquiétants circulent ... ». Mais la parole ne lui est pas accordée, les représentants préférant travailler à la rédaction d'une nouvelle Constitution.

Finalement, la Chambre est dissoute quelques jours plus tard, Desportes et plusieurs de ses collègues se voyant interdire l'accès à leur salle de réunion. Avant de se séparer, les bonapartistes et les libéraux signent une protestation. S'étant opposé à Fouché, qu'il avait explicitement accusé d'avoir trahi l'empereur au profit de Louis XVIII, Desportes sera bientôt sanctionné pour sa fidélité à Napoléon.

### Proscrit puis conspirateur bonapartiste (1815 - 1849)

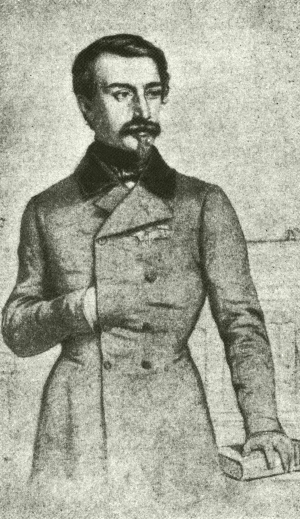
Louis-Napoléon Bonaparte, que Desportes a connu enfant. Le baron, mêlé aux tentatives putschistes de 1836 et 1840, aura encore la satisfaction de voir le prince accéder à la tête de l'État en 1848.

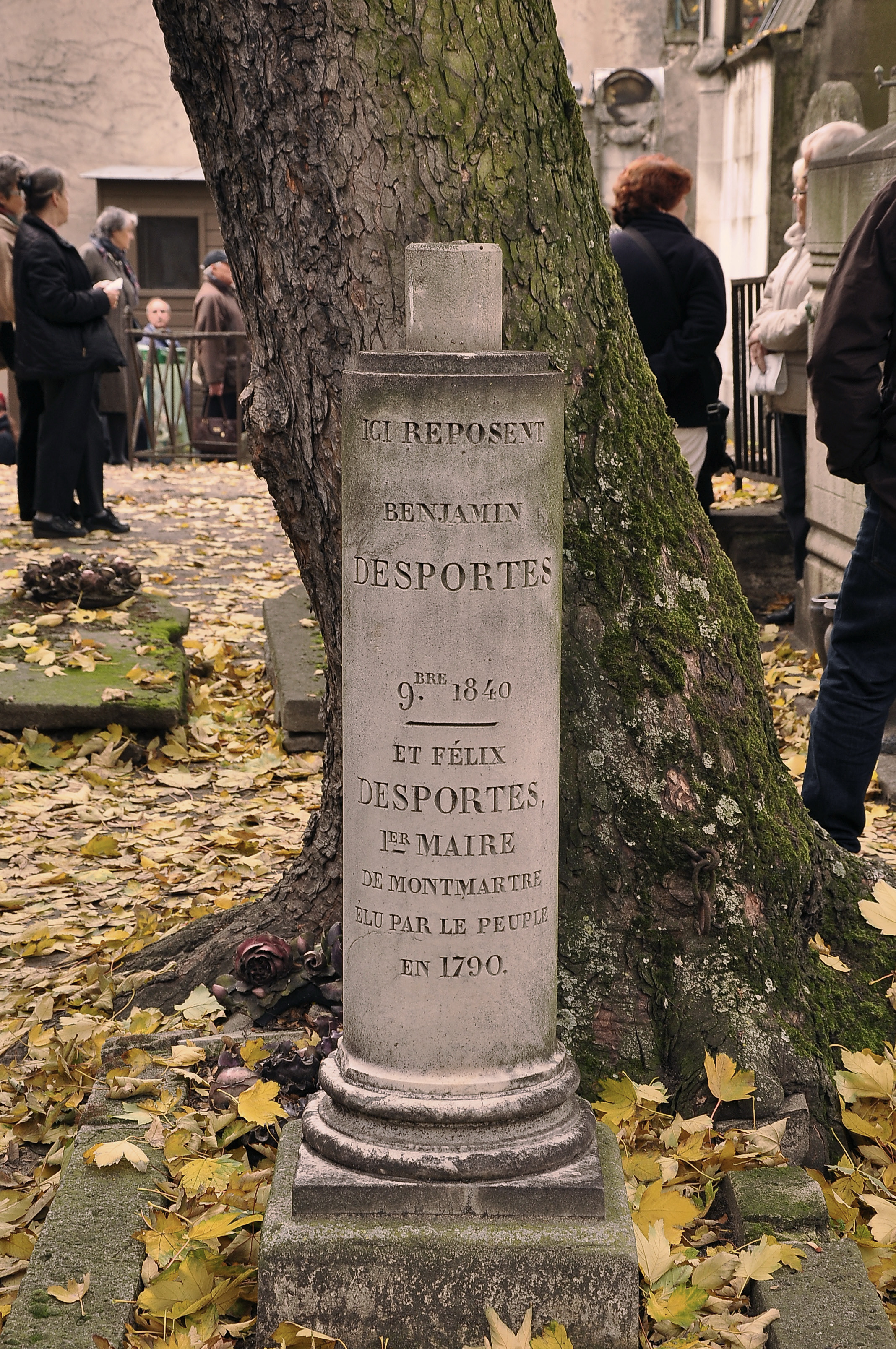
Tombe de Félix et Benjamin Desportes au cimetière du Calvaire de Montmartre.

#### Exilé sous Louis XVIII (1815 - 1820)
Sous la Restauration, Desportes est visé par l'ordonnance du 24 juillet 1815 : il est tout d'abord arrêté le 1er août, surveillé ensuite à résidence sur ses terres alsaciennes puis, en février 1816, contraint à l'exil. Souhaitant chercher asile en Autriche, il en attend vainement l'autorisation en se rendant tout d'abord en Allemagne, à Landau, puis à Wiesbaden (juin), Mayence (juillet), Offenbach-sur-le-Main et, enfin, à Francfort (octobre 1816), ville qu'il est obligé de fuir en 1817 à la suite d'une demande d'arrestation formulée par Reinhard, l'ambassadeur français auprès de la Confédération germanique. Réfugié dans le grand-duché de Hesse-Darmstadt, il se terre dans le comté d'Isembourg.

Par solidarité avec d'autres proscrits, Desportes est à l'origine, en août 1818, d'une souscription en faveur du champ d'asile texan à laquelle il participe en versant 300 francs. Il n'est autorisé à rentrer en France qu'en 1819. Il quitte par conséquent son exil allemand dès l'année suivante.

#### Un libéral en fin de carrière politique (1820 - 1837)
À nouveau candidat à la députation dans le Haut-Rhin en 1820, il ne parvient pas à rassembler suffisamment de partisans autour d'une ligne idéologique claire (ce qui lui vaut le surnom de « caméléon politique ») et achève sa carrière politique sur un échec. Sept ans plus tard, un nouveau projet de candidature dans le même département restera sans suite. Il en sera de même d'une nouvelle tentative, en 1830, dans les arrondissements de Montfort et de Redon.

De retour à Paris, il s'installe au no 147 de la rue Saint-Lazare.
Après la Révolution de Juillet, on le retrouve aux côtés des libéraux de gauche, dont il avait connu certains représentants illustres à la Chambre des Cent-Jours : il porte ainsi un toast à Jacques Laffitte lors d'un banquet en septembre 1830, en présence d'Alexandre de Laborde, de Benjamin Constant et des La Fayette père et fils, et en 1835, il fait partie des fondateurs (avec Laffitte et La Fayette fils, rejoints par Dupont de l'Eure, Odilon Barrot et Adolphe Crémieux) du journal La nouvelle Minerve, qui paraît jusqu'en 1838. Il est également en contact avec le républicain Armand Carrel. Lors des élections législatives de 1837, il participe à un « comité central » de l'opposition dominé par les radicaux.

#### Un partisan de Louis-Napoléon Bonaparte (1834 - 1849)
Il est cependant resté un partisan de la cause bonapartiste et du prince Louis-Napoléon (futur Napoléon III), qu'il a connu enfant : il s'écrivent depuis au moins 1834 et Desportes rend visite au prince à Arenenberg en 1835. Il se lie également avec la mère de Louis-Napoléon, Hortense de Beauharnais, ancienne reine de Hollande, qu'il avait déjà rencontrée à Paris sous les Cent-Jours. Après la tentative strasbourgeoise de Coup d'État en 1836, il sert d'intermédiaire à Hortense pour le règlement des honoraires de l'avocat du colonel Vaudrey, un des complices du prétendant bonapartiste, puis il soutient les activités de propagande menées par un autre complice de Louis-Napoléon, le lieutenant Laity. Serviteur dévoué de la famille impériale, Desportes assiste aux funérailles de l'ancienne reine de Hollande en 1838.

Après la mort d'Hortense, qui lui a légué un camée ou une épée en récompense de ses loyaux services, le baron Desportes apporte son aide à la seconde tentative de Bonaparte : dès 1839, il sert d'intermédiaire entre le prétendant bonapartiste, réfugié à Londres, et le maréchal Clauzel, en disgrâce depuis l'échec du siège de Constantine en 1836. Mais Clauzel n'accepte pas d'appuyer le putsch de Boulogne, qui tourne au désastre le 6 août 1840 : après un débarquement à Wimereux, à deux lieues au nord de Boulogne, les conspirateurs échouent à soulever le 42e régiment d'infanterie de ligne ou la population boulonnaise, et finissent par être arrêtés. Desportes aurait fait partie des 57 bonapartistes embarqués la veille à bord du vapeur La Ville d'Edimbourg. Suspecté à juste titre d'avoir pris une part active au complot, Desportes, visé par une visite domiciliaire, ne fera toutefois pas partie des conspirateurs jugés et condamnés par la Chambre des pairs. Louis-Napoléon ayant été incarcéré au fort de Ham, Desportes rend visite au prisonnier et reste en correspondance épistolaire avec lui pendant plusieurs années.
Il meurt à Paris, au no 6 de la rue Laffitte, en 1849, à l'âge de 86 ans. Il est inhumé, avec son frère Benjamin, au cimetière du Calvaire de Montmartre, commune dont il a été le premier maire.